# 河北乡 (抚顺市)
河北乡，是中华人民共和国辽宁省抚顺市顺城区下辖的一个乡镇级行政单位。

## 行政区划
河北乡下辖以下地区：
东华村、方晓村、里仁村、连岛村、孤家子村、黄旗村、四家子村、龚家村、北关新村、新区村、西戈村、英石村、戈布村和欧家村。